# Вязовокский сельский совет
Вязовокский сельский совет (укр. В'язівоцька сільська рада) — входит в состав
Павлоградского района
Днепропетровской области
Украины.
Административный центр сельского совета находится в 
с. Вязовок.

## Населённые пункты совета
- с. Вязовок
- с. Весёлое